# Bolo femenino segoviano
Bolo femenino segoviano de Abades es una modalidad de bolos, practicado por las mujeres en la localidad segoviana de Abades, de donde toma el nombre, que se ha extendido a otras localidades aledañas. En el 2014 fue reconocido oficialmente por la Junta de Castilla y León como juego autóctono y deporte tradicional de esta comunidad.

## Origen
En los juegos de bolos, Lavega  Burgués (2000) ha visto un posible origen de religioso en el ritual que se hacía al dios Wotan, en el que se usaban tibias y cráneos de caballos. En otros casos se habla de que proviene del juego alemán de Kegel, que se practicaba en los monasterios como una lucha simbólica entre el bien y el mal.
Amades, siempre según Lavega Burgués insiste en el origen festivo y erótico, ya que se practicaba por las doncellas para determinar quién iba a ser su pareja. Esto justificaría tanto el origen lúdico festivo, como el que en buena parte, muchas modalidades, como esta del bolo femenino segoviano, sean practicadas exclusivamente por mujeres.

## Características
Al contrario de otras modalidades en las que la forma de jugar está predeterminada, lo que caracteriza al bolo femenino segoviano es la posibilidad, por así decirlo, de cambiar las reglas de juego en el transcurso del mismo, y siempre con el consenso de las jugadoras, lo cual facilita la competición a la vez que le da un mayor aliciente.
Los bolos se sitúan en cuatro posiciones básicas en la zona de asentamiento o castro: cuadrado, rombo, triángulo y línea y disponen de un variado y amplio repertorio de jugadas en evolución, denominadas boladas, combinaciones variadas o inventadas en el momento del juego. 
Los bolos pueden distribuirse de distintas formas en las boladas, siempre previo acuerdo de todas las participantes, en función de la destreza de las jugadoras y de nuevos retos. Si son aceptadas por su gracia o dificultad, las boladas pasan a ser fijas. 
Las boladas se juegan tirando con bola y bolo por separado. Se tira la primera vez con bola, para derribar bolos, y luego otra con bolo para derribar más bolos; a esta bolada se la denomina saquibolo. La elección de cada bolada la determina el equipo perdedor de la anterior jugada, ajustándose así a la pericia de las jugadoras de su equipo y dando la opción de compensar la partida.
Es, por tanto, no solo un juego de competición sino colaborativo. 

## Ámbito geográfico y temporal
Verdadero fenómeno social en las últimas décadas, ha pasado a practicarse también en las localidades de Carbonero el Mayor, Villacastín, Sanchonuño, Juarros de Voltoya, Marazoleja, Lastras del Pozo, Trescasas, Brieva, Torrecaballeros, Cantimpalos, Santa María la Real de Nieva, Fuenterrebollo y Cabañas de Polendos, creciendo constantemente el número de jugadoras.
En cuanto al ámbito temporal, las fechas idóneas para practicarlo suelen ser las fiestas patronales o los encuentros festivos, incluyéndolo junto a otros deportes autóctonos. La popularidad llega a la capital de la provincia que lo ha incluido en el programa oficial de festejos.
Igualmente, y al igual que otros deportes populares, trata de llevarse a las escuelas convenientemente adaptado e incluyendo en la unidad didáctica la fabricación del material.